# Joaquim Bevilacqua
Joaquim Vicente Ferreira Bevilacqua (São José dos Campos, 27 de março de 1944) é um advogado e político brasileiro. Ele foi vereador (1973-1975), deputado federal (1975-1978), prefeito de São José dos Campos (1979-1982, 1989-1990) e secretário do Trabalho e da Ação Social no governo Orestes Quércia (1990-1991).

## Carreira política
Começou a carreira política ao ser eleito vereador de sua cidade natal São José dos Campos pelo antigo MDB.
Em 1974, foi eleito deputado federal pelo MDB.
Em 1978, foi eleito prefeito de São José dos Campos. 
Depois da passagem ao PDS e PFL, Joaquim Bevilacqua ingressou no PTB, onde foi eleito deputado federal em 1986 e prefeito de São José dos Campos em 1988.
Em 1990, convidado pelo governador Orestes Quércia, renuncia ao mandato de prefeito de São José dos Campos para ser secretário do Trabalho e da Ação Social. 